# Finlande aux Jeux olympiques d'hiver de 1968
La Finlande participe aux Jeux olympiques d'hiver de 1968 à Grenoble en France du 6 au 18 février 1968. Il s'agit de sa dixième participation à des Jeux d'hiver.
La délégation finlandaise est composée de 52 athlètes: 44 hommes et 8 femmes.

## Liste des médaillés
| Sport                  | Discipline             | Athlète(s)                                                     |
| Médaille d'or : 1      |                        |                                                                |
| Patinage de vitesse    | 1 500 m femmes         | Kaija Mustonen                                                 |
| Médaille d'argent : 2  |                        |                                                                |
| Ski de fond            | 15 km classique hommes | Eero Mäntyranta                                                |
| Patinage de vitesse    | 3 000 m femmes         | Kaija Mustonen                                                 |
| Médaille de bronze : 2 |                        |                                                                |
| Ski de fond            | 30 km classique hommes | Eero Mäntyranta                                                |
| Ski de fond            | relais 4×10 km hommes  | Kalevi Oikarainen Hannu Taipale Kalevi Laurila Eero Mäntyranta |

| Sport               | Médaille d'or, Jeux olympiques | Médaille d'argent, Jeux olympiques | Médaille de bronze, Jeux olympiques | Total |
| ------------------- | ------------------------------ | ---------------------------------- | ----------------------------------- | ----- |
| Patinage de vitesse | 1                              | 1                                  | 0                                   | 2     |
| Ski de fond         | 0                              | 1                                  | 2                                   | 3     |
| Total               | 1                              | 2                                  | 2                                   | 5     |